# Kittanning (Indianerdorf)

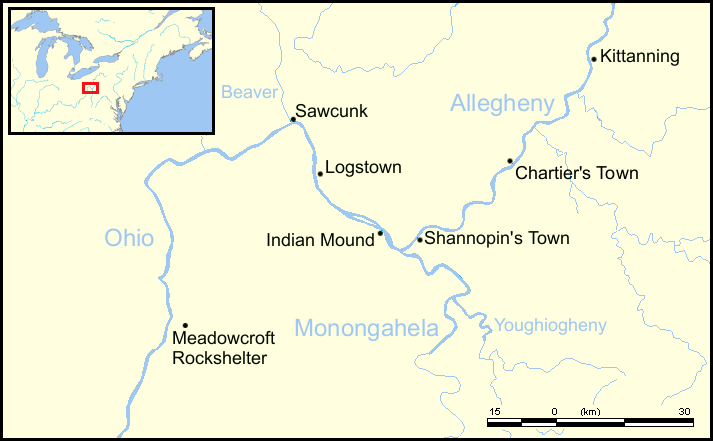
Kittanning und andere Indianerdörfer im Ohiotal um 1750

Kittanning war ein Hauptdorf der Lenni-Lenape-Indianer am Allegheny River und befand sich in der Nähe des heutigen gleichnamigen Ortes Kittanning in Pennsylvania. Das Dorf lag am westlichen Ende des Kittanning Trails, eines Indianerpfads, der vom Ohio River durch die Allegheny Mountains zum Susquehanna River führte, und wurde von Angehörigen der Lenape und Shawnee bewohnt. Das Wort kommt aus der Unami-Lenape-Sprache und bedeutet Am großen Strom. Im Jahr 1756 gehörte das Dorf mit etwa 300–400 Einwohnern zu den größten Indianersiedlungen westlich der Berge. Kittanning wurde 1724 besiedelt, als sich die Lenape vor der schnell expandierenden weißen Bevölkerung im östlichen Pennsylvania zurückzogen.
Bekannt wurde Kittanning im Franzosen- und Indianerkrieg, als das Dorf Ausgangspunkt einer Reihe von Überfällen der Lenape und Shawnee unter ihren Führern Shingas und Captain Jacobs auf Kolonisten in Pennsylvania war. Die Kolonialregierungen von Pennsylvania und Virginia setzten daraufhin Prämien für indianische Skalps und Gefangene aus. Die Pennsylvania-Miliz unter Oberstleutnant John Armstrong führte einen Gegenangriff, in dem das Dorf am 8. September 1756 zerstört wurde.
Die Vernichtung von Kittanning wurde als großer Sieg in Pennsylvania gefeiert und John Armstrong wird bis heute als Held von Kittanning geehrt. Er und seine Männer bekamen die besondere Skalp-Prämie, die auf den Kopf von Captain Jacobs ausgesetzt worden war. Allerdings war es ein Sieg mit Einschränkungen: Die Angreifer hatten weit mehr Verluste zu verzeichnen als ihre Gegner und die meisten Indianer entkamen und mit ihnen fast alle ihre weißen Gefangenen. Die Zerstörung Kittannings führte zur Verschärfung des Kriegs an der Siedlungsgrenze und die indianischen Überfälle nahmen an Härte zu.